# Sarah-Quita Offringa
Sarah-Quita Offringa (sinh ngày 4 tháng 7 năm 1991) là một thủy thủ chuyên nghiệp người Hà Lan đến từ Aruba. Cô đã tham gia cuộc thi lướt ván buồm PWA World Tour. Năm 2011 trở về sau 2010/2011, danh hiệu Giải vô địch thế giới tự do PWA dành cho phụ nữ giành chiến thắng cùng với việc giành giải vô địch thế giới PWA Slalom 2011, cô được Liên đoàn thuyền buồm quốc tế đề cử cho Giải thưởng Thủy thủ thế giới của ISAF.